# آنتال روت
آنتال روت (مجاری: Antal Róth؛ زادهٔ ۱۴ سپتامبر ۱۹۶۰) بازیکن سابق و مربی فوتبال اهل مجارستان است.
از باشگاه‌هایی که در آن بازی کرده‌است می‌توان به باشگاه فوتبال فاینورد اشاره کرد.
وی همچنین در تیم ملی فوتبال مجارستان بازی کرده‌است.